# 丹·比里
丹·比里（英語：Dan Beery，1975年1月4日—），美国男子赛艇运动员。他曾代表美国参加2004年夏季奥林匹克运动会赛艇比赛，获得男子八人单桨有舵手金牌。他也曾在2007年泛美运动会上获得奖牌。